# Orientalisk klockgroda
Orientalisk klockgroda (Bombina orientalis) är ett groddjur av familjen Bombinatoridae. Den orientaliska klockgrodan är en av de 6 arter som finns i släktet Bombina. Arten är åtminstone 5,4 miljoner år gammal, troligtvis äldre.

## Utbredning
Den orientaliska klockgrodan förekommer i vilt tillstånd i sydöstra Sibirien, nordöstra Kina och Korea.

## Beskrivning
Arten är mellan 3,5 och 8 cm lång, honorna något större än hanarna. Pupillen är trekantig och trumhinna saknas. Till skillnad från grodhanar hos många andra arter saknar hanen även strupsäckar för att förstärka sitt lockrop; detta bildas under inandningsfasen snarare än det normala, under utandning. Teckningen är mörkt till klart grön på ryggsidan och gul till orange på magen samt med svarta prickar och fläckar över hela kroppen. Ovansidan och området kring kloaken har flera vårtor, som på ovansidan kan vara påtagligt spetsiga, nästan vassa.

## Ekologi
Arten förekommer i låglandet och kuperade områden upp till 500 meter över havet där den lever i bäckar, dammar, risfält och diken. Habitatet utgörs av olika slags skogar, buskskogar, träskmarker och ängar. Individerna håller sig relativt nära vatten, som mest ett par 100 meter från närmaste vattensamling. Arten hävdar revir aggressivt.
Grodan sover vintersömn från slutet av september–oktober fram till slutet av april–maj. Övervintringen kan ske i strömmande vatten, men äger vanligtvis rum på land: I ruttna träd, bland stenar eller vissna löv.
Vildlevande orientaliska klockgrodor kan bli omkring 20 år, medan exemplar i fångenskap har blivit 30 år gamla.

### Föda och predation
Födan består av olika ryggradslösa djur som maskar, blötdjur och insekter. Den orientaliska klockgrodan sitter stilla och väntar på sitt byte; den äter bara det som rör sig. Själv utgör den föda för fåglar och större vattendjur. Arten har emellertid en giftig hudutsöndring; när den blir angripen exponerar den sin undersida, vars färgglada mönster tjänar som varningsfärg.

### Förökning
Den orientaliska klockgrodan leker mellan maj och mitten av augusti. Under leken ligger hanen och flyter i grunt vatten och sjunger. Lätet beskrivs kanske bäst som ett skall. Om hanen får tag i en hona klamrar han sig fast på honan i amplexus (parningsomfamning) just framför hennes höfter. Det är vanligt att hanen får tag i en annan hane, varvid denne ger ifrån sig ett kraftigt avvärjningsläte. Paret lägger romkornen i grupper om 3 till 45 på växter och andra föremål under vatten. Totalt sett kan honan lägga över 250 ägg per parning; det förekommer att hon kan para sig flera gånger per säsong. Ynglen kläcks efter 3 till 10 dygn och tillbringar sina första dagar med att absorbera sin gulsäck. Därefter äter de alger, plankton, svampar och detritus. Efter 6 till 8 veckor utvecklas bakben och lungor, och efter 10 till 14 veckor börjar ynglen förvandlas. I detta skede är ynglen ca 3,5 cm långa.

## Bevarandestatus
Arten är klassificerad som livskraftig ("LC") av IUCN, och den är vanlig i stora delar av sitt utbredningsområde. Populationen minskar emellertid, och IUCM anger habitatförlust som främsta orsaken. Jakt för att användas i traditionell medicin samt insamling för att saluföras som husdjur kan vara andra orsaker.